# Der zerbrochene Krug (1937)
Der zerbrochene Krug ist eine deutsche Literaturverfilmung des Bühnenstücks Der zerbrochne Krug von Heinrich von Kleist. Die Verfilmung von Gustav Ucicky stammt aus dem Jahr 1937.

## Inhalt
Die Geschichte spielt in einem niederländischen Dorf im 17. Jahrhundert. Dorfrichter Adam wacht verkatert auf. Er hat einen tiefen Schnitt am Bein, ein blaues Auge und Wunden am Kopf. Seine Perücke ist und bleibt verschwunden. Der Gerichtsschreiber Licht erscheint und ist ob des Zustandes des Richters erstaunt: Adam behauptet, er sei beim Aufstehen gestürzt. In seiner Perücke habe die Katze nachts ihre Kinder zur Welt gebracht, sodass diese nicht mehr zu gebrauchen sei. Licht verkündet Adam, dass Gerichtsrat Walter aus Utrecht, der derzeit eine Kontrollreise durch die Dörfer unternimmt, im Dorf erwartet wird. Adam verfällt in Panik und will gerade die Akten ordnen lassen, als Walters Ankunft angekündigt ist. Als der erfährt, dass an diesem Tag im Dorf Gerichtstag ist, will er zur Verhandlung bleiben.
Vor Gericht erscheint Marthe Rull, die einen zerbrochenen Krug bei sich trägt. Er habe im Zimmer ihrer Tochter Eva gestanden und sei zu Bruch gegangen. Marthe vermutet als Täter den Bauerssohn Ruprecht, der Eva eigentlich heiraten wollte. Ruprecht jedoch ist es nicht gewesen. Er beschimpft noch vor der Verhandlung Eva als Hure und kündigt die Verlobung auf. Ruprecht vermutet im Flickschuster Leberecht den Täter. Doch auch dieser ist unschuldig, denn der eigentliche Täter ist Adam. Dieser versucht noch vor der Verhandlung, Eva zum Stillschweigen zu erpressen, da er ein Attest besitzt, das Ruprecht vor einem Militäreinsatz in der Kolonie Niederländisch-Indien schützen kann. Dieses hat er jedoch noch nicht abgeschickt.
Während des Prozesses beschuldigt Marthe Ruprecht. Ruprecht wiederum beschuldigt Leberecht, den er zum Tatzeitpunkt im Dunkeln jedoch nicht erkennen konnte. Er sagt aus, dass er den flüchtenden Täter mit einer Klinke zweimal am Kopf getroffen habe. Den Anwesenden wird allmählich klar, dass Adam der Täter gewesen sein könnte. Eva, die am Ende befragt wird, bezeugt, dass Ruprecht unschuldig sei, nennt jedoch nicht Adam als Täter, sondern bricht stattdessen weinend zusammen. Um Ruprechts Schuld oder Unschuld zu beweisen, schickt man nach seiner Tante Brigitte, die mit Adams Perücke in der Hand erscheint. Während Adam noch erklärt, dass es seine Zweitperücke sei, die Ruprecht eigentlich zum Perückenmacher bringen sollte, berichtet Brigitte, was sie gesehen hat: So sei der Teufel mit Pferdefuß und Glatze an ihr vorbeigeeilt, wobei ein entsetzlicher Gestank in der Luft gehangen habe. Zusammen mit Licht sei sie der Spur des vermutlichen Teufels gefolgt, die direkt zu Dorfrichter Adam geführt habe. Als Adam daraufhin behauptet, der Teufel sei womöglich durch sein Haus aus der nächsten Tür weitergeeilt, beendet Gerichtsrat Walter die Farce. Er bezichtigt Adam, die Tat begangen zu haben, und auch Eva traut sich nun, ihn als Täter zu nennen. Adam flüchtet und landet im Dorfteich, bevor er von einer Kinderschar aus dem Dorf vertrieben wird. Ruprecht und Eva versöhnen sich, während Marthe im Streit um den zerbrochenen Krug nun ein höheres Gericht anrufen will.

## Produktion
Joseph Goebbels schrieb am 15. Juli 1937 in sein Tagebuch: „Jannings will Zerbrochenen Krug verfilmen. Mit Kleistscher Sprache. Ein sehr gewagtes Experiment. Aber Jannings wird schon aufpassen. 200 000 Mk Zuschuß im voraus lehne ich ab. Kimmich hat ein Manuskript geschrieben. Es ist gar nicht so schlecht. Im Gegenteil sehr gut.“
Herausgeber Ralf Georg Reuth verwies an dieser Stelle hinsichtlich der Zurückhaltung Goebbels’ auf die gewisse Pikanterie des (wie Goebbels) klumpfüßigen Dorfrichters Adam.
Die Dreharbeiten zu Der zerbrochene Krug fanden von August bis September 1937 statt. Der Film hatte am 19. Oktober 1937 im Ufa-Palast am Zoo in Berlin Premiere. Goebbels notierte dazu am 20. Oktober: „Ich gehe Jannings zuliebe hin, der sonst schwermütig wird. Und wegen Funk und Winkler, die an das Geschäft denken. Eine große Premiere! Aber der Film wird trotz anfänglicher großer Bereitschaft des Publikums wie zu erwarten ausgesprochen flau aufgenommen. Es ist photographiertes Theater, aber kein Filmkunstwerk. Jannings hat auf meine Ratschläge nicht hören wollen. Nun bezahlt er das mit einer schweren Schlappe. Er muß nun viel arbeiten und leisten, um das wieder gutzumachen.“
Hans-Gerd Happel schrieb dazu, der Film sei eine Parodie auf Goebbels’ Gehleiden gewesen und habe die Zuschauer animiert, während der Hinkefuß-Szenen in höhnisches Gelächter auszubrechen.
Adolf Hitler schätzte den Film außerordentlich. Obwohl er ein großes Verlustgeschäft für die Tobis war, musste er auf seinen Befehl hin verstärkt in den Filmtheatern eingesetzt werden. So wurden 35 neue Kopien für den Einsatz gefertigt.
Nach Deutschlands Kapitulation wurde der Film 1945 von den Alliierten verboten. 1953 wurde er von der FSK ab 12 Jahren freigegeben.

## Prädikat
Der Film erhielt das von der Filmprüfstelle des nationalsozialistischen Deutschlands vergebene Prädikat „staatspolitisch und künstlerisch wertvoll“.

## Kritik
Das Lexikon des Internationalen Films bezeichnete die „wortgetreue Verfilmung des Kleistschen Lustspiels“ als „Meisterwerk der Schauspielkunst“.